# Louise Jameson
Louise Jameson (Londra, 20 aprile 1951) è un'attrice britannica.

## Filmografia parziale

### Cinema
- Run for Your Wife, regia di Ray Cooney e John Luton (2012)
- Modern Love, regia di Simon Aitken (2015)

### Televisione
- Valle di luna (Emmerdale) - serie TV, 4 episodi (1973)
- Mio figlio Dominic (Dominic) - serie TV, 4 episodi (1976)
- Doctor Who - serie TV, 40 episodi (1977-1978)
- The Omega Factor - serie TV, 10 episodi (1979)
- Tenko - serie TV, 13 episodi (1981-1982)
- Un asso nella manica (Bergerac) - serie TV, 35 episodi (1985-1990)
- Metropolitan Police (The Bill) - serie TV, 3 episodi (1991-2004)
- Rides - serie TV, 10 episodi (1991-1992)
- Rip e Grant, un investigatore e mezzo (Stick With Me, Kid) (1995)
- EastEnders - serie TV, 210 episodi (1998-2010)
- Doctors - serie TV, 3 episodi (2006-2012)
- Doc Martin - serie TV, 5 episodi (2011)
- Holby City - serie TV, 1 episodio (2012)
- L'ispettore Barnaby (Midsomer Murders) - serie TV, episodio 22x01 (2021)